# 4339 Almamater
4339 Almamater (1985 UK) là một tiểu hành tinh vành đai chính được phát hiện ngày 20 tháng 10 năm 1985 bởi Antonín Mrkos ở Klet.